# Chickenfoot III
Chickenfoot III ist das am 23. September 2011 veröffentlichte zweite Studioalbum der US-amerikanischen Hard-Rock-Supergroup Chickenfoot.

## Produktion
Nach dem Erfolg ihres selbstbetitelten Debütalbums (Platz 4 in den USA, 17 in Deutschland, 23 in Großbritannien) und der Veröffentlichung der Live-DVD Get Your Buzz on stand für die Gruppenmitglieder fest, dass sie ein weiteres Album aufnehmen würden. Als problematisch für die Terminfindung erwiesen sich die Verpflichtungen des Schlagzeugers, Chad Smith, bei den Red Hot Chili Peppers, doch der Gitarrist Joe Satriani und Sänger Sammy Hagar arbeiteten dennoch an ersten Demos für das neue Album.
Ende Januar 2011 begannen die Aufnahmen der Band für das Album in Hagars »The Foot Locker«-Studio (nach einer technischen Aufwertung hatte er sein »Red Rocker«-Studio umbenannt). Als Produzent fungierte neben der Band Mike Fraser (AC/DC, Metallica, Franz Ferdinand, Aerosmith), der bei den Aufnahmen zum ersten Album die Aufgabe des Toningenieurs übernommen hatte. Erste Demos waren bereits auf der Tournee im Jahr 2009 entstanden, weitere Titel wurden 2010 als Demo verfasst. Eine Besonderheit ist das Lied Come Closer, für das Sammy Hagar den Text geschrieben hatte, ohne über Musik dazu zu verfügen. Er bat Joe Satriani, sich etwas einfallen zu lassen, dieser schrieb dann die Musik zum Text.
Als Gastmusiker wirkten auf dem Album Mike Keneally (Klavier und Orgel bei Different Devil und Alright Alright) sowie Monique Creber, Joani Bye und Linda Kidder (Hintergrundgesang bei Come Closer) mit.
Als erste Single des Albums wurde am 2. August 2011 der Titel Big Foot veröffentlicht.
Chickenfoot III erschien in Europa am 23. September 2011 als einfache CD, als Deluxe Edition-CD sowie als LP. Die Veröffentlichung in den USA erfolgte erst am 27. September 2011. Das Cover der Erstausgabe des Albums enthielt zahlreiche 3D-Elemente, daher liegt den Tonträgern jeweils eine Anaglyphenbrille bei.
Ausstattung
Die Deluxe Edition erschien in einer Box, die das Album mit einer zusätzlichen DVD sowie das erste Album der Gruppe, „Chickenfoot“ (ebenfalls mit einer zusätzlichen DVD ausgestattet) enthielt. Zusätzlich gehörten zu dieser Box vier 3D-Postkarten, die Anaglyphenbrille, und ein weißes T-Shirt mit aufgedrucktem Bandlogo. Mithilfe der auf den Postkarten aufgedruckten QR-Codes konnten kurze Videoclips abgerufen werden, die ebenfalls in 3D gehalten waren.
Die LP-Version erschien in einem Gatefold-Cover, das ebenfalls die Anaglyphenbrille enthielt. Statt der Postkarten war ein vierseitiges Booklet in LP-Größe beigelegt, in das ebenfalls QR-Codes eingedruckt waren; die Innenhülle zeigte drei weitere 3D-Bilder. Die Schallplatte war in durchsichtigem Blau gehalten.

## Widmung
„Chickenfoot III“ ist John S. Carter gewidmet. Carter war A-&-R-Manager für Capitol Records, wo er die Karrieren von Steve Miller und Bob Seger begleitete, hatte Tina Turner zu Capitol Records geholt und einige Songs ihres Comeback-Albums „Private Dancer“ produziert. Er war langjähriger Begleiter der Karriere von Sammy Hagar und später sein Manager, außerdem war er als Songwriter tätig. John S. Carter starb am 10. Mai 2011 im Alter von 65 Jahren in Palm Springs.

## Titelliste
1. Last Temptation Hagar, Satriani
2. Alright Alright Chickenfoot
3. Different Devil Hagar, Satriani, Smith
4. Up Next Hagar, Satriani
5. Lighten Up Hagar, Satriani
6. Come Closer Hagar, Satriani
7. Three and a Half Letters Hagar, Satriani
8. Big Foot Hagar, Satriani
9. Dubai Blues Hagar, Satriani
10. Something Going Wrong Hagar, Satriani
11. No Change Chickenfoot (Bonus-Track der Download-Version)

## Rezeption
Joe Bosso von Musicradar meinte zu Chickenfoot III, die CD sei eine „hervorragende, mitreißende Rock 'N' Roll-Scheibe, die einfach nur von Anfang bis Ende erfahren werden“ müsse. Sie sei „hart, aber dennoch voll mit verschachtelten Texturen, gespielt von Spitzen-Musikern.“ Seiner Meinung nach ist dies „die Art von Platte, von der junge und alte Bands träumen, dass sie sie aufgenommen hätten.“
Jörg Staude schrieb für Rocks, das Album sei „die neue S-Klasse“. Dabei bescheinigt er Joe Satriani, dass Chickenfoot ohne ihn „eine beliebige Rockband“ sei. Mit seiner Klasse sei die Gruppe „aber außergewöhnlich.“ Das Album liefere ein „grandioses Spiel mit Dynamik“ und besitze „mehr Substanz und Tiefenwirkung als das Debüt, das im Vergleich zu durchdacht“ gewesen sei. Für ihn sei Chickenfoot III das „bisherige Hardrock-Album des Jahres.“